# Artaces Restúnio
Artaces Restúnio (em armênio: Արտակ Ռշտունի; romaniz.: Artak) foi um nobre armênio (nacarar) do século V, membro da família Restúnio, que esteve ativo no reinado do xainxá Isdigerdes II (r. 438–457).

## Nome
Artaces ou Artoces é a forma latina do armênio Artaque (Արտակ, Artak), que é formado por Arta, "verdade", e o sufixo diminutivo "-aque" (-ակ, -ak). Esse nome derivou do não atestado iraniano médio Artaque (*Artak), que por sua vez derivou do não atestado iraniano antigo Artaca (*R̥ta-ka-; um diminutivo de Arta, "verdade"). Foi registrado em persa médio como Ardague (𐭠𐭫𐭲𐭪𐭩, ʾltky), em georgiano como Artague (არტაგ, Artag), em siríaco como Ardaque (ܐܪܕܩ, ʾArdaq), em grego como Ártaco (em grego: Ἄρτακος, Ártakos) e em elamita como Irtuca (Ir-tuk-ka4).

## Contexto

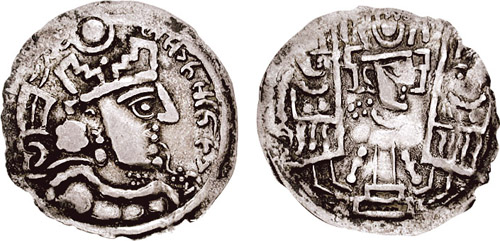
Dracma de r.

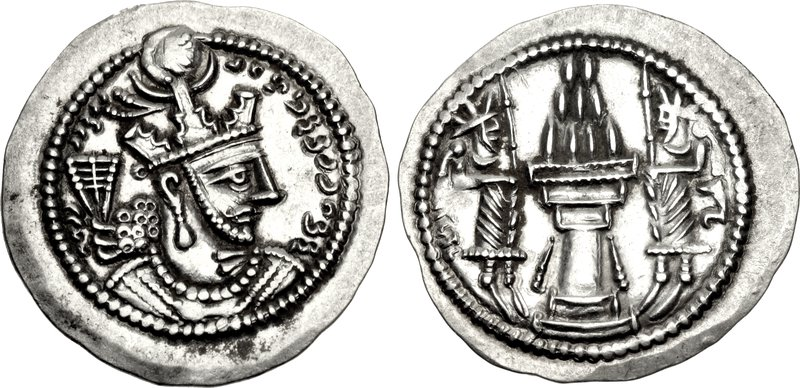
Dracma de r.

Em 428, os nacarares da Armênia peticionaram ao xainxá Vararanes V (r. 420–438) para que destronasse o rei Artaxias IV (r. 422–428) e abolisse a dinastia arsácida. Para governar o país, Vemir-Sapor foi nomeado como marzobã e e Vaanes II foi designado à tenência real. Vemir-Sapor morreu em 442, após uma administração considerada justa e liberal, na qual conseguiu manter a ordem sem ferir o sentimento nacional de frente. Vasaces I substituiu-o como marzobã. Vararanes permitiu a manutenção do cristianismo, enquanto procurava acabar com a influência do Império Bizantino sobre a Igreja da Armênia ao anexá-la à Igreja do Oriente. Contudo, seu filho e sucessor, Isdigerdes II (r. 438–457), era um pietista masdeísta e se comprometeu a impor o masdeísmo na Armênia.

## Vida
Artaces pertencia à família Restúnio, mas sua parentela é desconhecida. De acordo com Lázaro de Farpe, esteve presente no Concílio de Artaxata convocado pelo católico José I, o marzobã Vasaces Siuni, o asparapetes Vardanes II e o vitaxa da Marca da Ibéria Axuxa II. A intenção do encontro, ocorrido em 450 segundo Nicholas Adontz, era responder ao edito enviado por Mir-Narses, em nome de Isdigerdes, que exigia que a nobreza se convertesse ao zoroastrismo. Em resposta, Isdigerdes II ordenou que alguns membros da nobreza armênia fossem convocados para Ctesifonte e Artaces entre entre os que responderam ao chamado. Em 450-451, quando Vardanes decidiu se rebelar contra Isdigerdes II, permaneceu ao lado de Vasaces I, que era pró-iraniano.